# Krystofer Kolanos
Krystofer „Krys” Stanley Kolanos (ur. 27 lipca 1981 w Calgary, Alberta) – kanadyjski hokeista pochodzenia polskiego. Reprezentant Kanady.
Jego brat Mark (ur. 1984) także został hokeistą. Obaj mają polskie pochodzenie. Wychowywali się w Calgary.

## Kariera
- Calgary Flames Midget AAA (1996-1997)
- Calgary Buffaloes Midget AAA (1997-1998)
- Calgary Royals (1998-1999)
- Boston College (1999-2001)
- Phoenix Coyotes (2001-2004)
- Springfield Falcons (2003-2004)
- Blues (2004)
- Krefeld Pinguine (2004)
- Edmonton Oilers (2005)
- San Antonio Rampage (2005)
- Phoenix Coyotes (2001-2004)
- Lowell Lock Monsters (2005-2006)
- Wilkes-Barre/Scranton Penguins (2006)
- Grand Rapids Griffins (2006)
- SCL Tigers (2006-2007)
- EV Zug (2007)
- Quad City Flames (2007-2008)
- Minnesota Wild (2008-2009)
- Houston Aeros (2008-2009)
- Adirondack Phantoms (2009-2010)
- Abbotsford Heat (2011-2013)
- Calgary Flames (2012)
- Torpedo Niżny Nowogród (2014)
- KHL Medveščak Zagrzeb (2014-2015)
- Starbulls Rosenheim (2016)
- Asiago Hockey (2017)
- GKS Tychy (2017-2018)
- SG Cortina (2018)

Grał w kanadyjskich ligach juniorskich oraz amerykańskiej lidze akademickiej NCAA. W drafcie NHL z 2000 został wybrany przez Phoenix Coyotes. Od 2001 grał w rozgrywkach NHL. Ponadto epizodycznie grał w AHL oraz ligach europejskich: niemieckiej DEL, fińskiej SM-liiga i szwajcarskiej NLA. W styczniu 2012 podpisał dwuletni kontrakt z Calgary Flames, jednak od tego czasu w drużynie NHL zagrał tylko 13 meczów i występował poza tym w zespole farmerskim w AHL. W sezonie 2010/2011 oraz od połowy 2013 do końca tego roku nie grał. W połowie stycznia do końca kwietnia 2014 zawodnik rosyjskiego klubu Torpedo Niżny Nowogród w lidze KHL. Od listopada 2014 do końca stycznia 2015 zawodnik chorwackiej drużyny KHL Medveščak Zagrzeb. Od końca listopada 2016 do końca tego roku kalendarzowego zawodnik Starbulls Rosenheim. Od początku stycznia 2017 zawodnik włoskiego Asiago Hockey. Od 1 października 2017 do 24 stycznia 2018 zawodnik GKS Tychy. Następnie został zawodnikiem włoskiego klubu SG Cortina
W barwach Kanady uczestniczył w turnieju mistrzostw świata w 2003, ponadto z zespołem Team Canada wystąpił w turnieju o Puchar Spenglera edycji 2006.

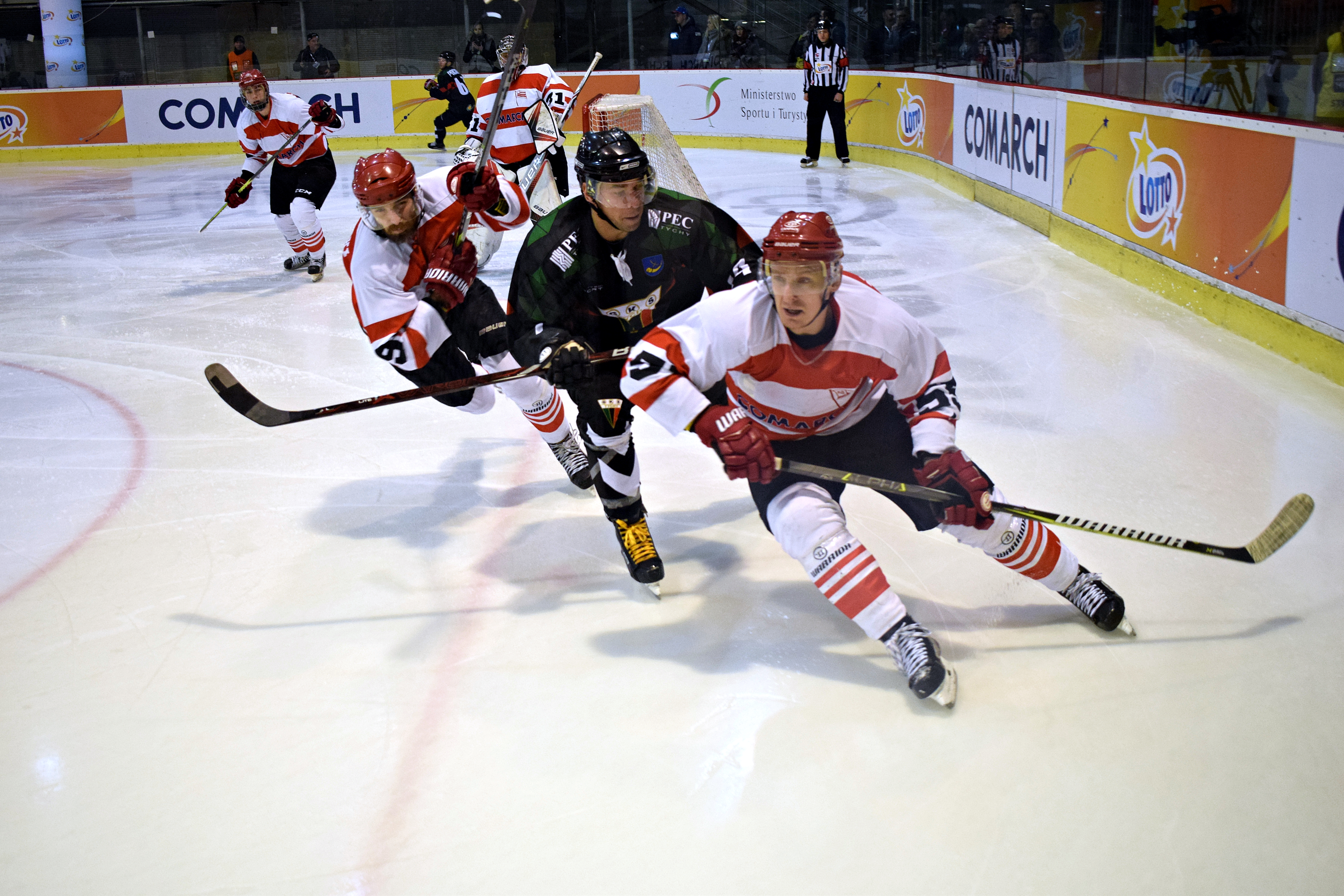
Krys Kolanos (w czarnym stroju) w barwach GKS Tychy w finale Pucharu Polski 2017

## Sukcesy
Reprezentacyjne
- Złoty medal mistrzostw świata: 2003

Klubowe
- Mistrzostwo NCAA: 2001 z Boston College
- Mistrzostwo dywizji: 2006 z Wilkes-Barre/Scranton Penguins
- F.G. „Teddy” Oke Trophy: 2006 z Wilkes-Barre/Scranton Penguins
- Finał konferencji zachodniej AHL: 2009 z Houston Aeros
- Srebrny medal Alps Hockey League: 2017 z Asiago
- Srebrny medal mistrzostw Włoch: 2017 z Asiago
- Puchar Polski: 2017 z GKS Tychy

Indywidualne
- AJHL 1998/1999:
  - Skład gwiazd pierwszoroczniaków
  - Pierwszy skład gwiazd
- NCAA (Wschód) 1999/2000:
  - Skład gwiazd pierwszoroczniaków
- NCAA (Wschód) 2000/2001:
  - Drugi skład gwiazd Amerykanów
  - Drugi skład gwiazd
- NHL (2001/2002):
  - Najlepszy pierwszoroczniak miesiąca – grudzień 2001
  - NHL YoungStars Game
- AHL 2008/2009:
  - Najlepszy zawodnik tygodnia – 12 kwietnia 2009
- AHL 2011/2012:
  - Najlepszy zawodnik tygodnia – 30 października 2011, 8 kwietnia 2012
  - Najlepszy występ miesiąca – marzec 2012
  - Mecz Gwiazd AHL
- Alps Hockey League (2016/2017):
  - Pierwsze miejsce w klasyfikacji kanadyjskiej w fazie play-off: 20 punktów
  - Pierwsze miejsce w klasyfikacji asystentów w fazie play-off: 12 asyst